# Astrid Thors
Astrid Thors (ur. 6 listopada 1957 w Helsinkach) – fińska polityk narodowości szwedzkiej, posłanka do Eduskunty, deputowana do Parlamentu Europejskiego i minister.

## Życiorys
W 1976 zdała egzamin maturalny. W 1983 uzyskała magisterium z prawa na Uniwersytecie Helsińskim. Pracowała do 1989 jako prawnik w unii szwedzkojęzycznych producentów rolnych, była też politycznym sekretarzem ministrów obrony i sprawiedliwości, a następnie urzędnikiem w administracji terytorialnej (w tym zastępcą sekretarza miejskiego w Helsinkach).
Od 1996 do 2004 sprawowała mandat posłanki do Parlamentu Europejskiego. Zasiadała w grupie Europejskich Liberałów, Demokratów i Reformatorów, była m.in. wiceprzewodniczącą Komisji Petycji.
W 2003 z ramienia Szwedzkiej Partii Ludowej została wybrana do Eduskunty z okręgu Uusimaa. W następnych wyborach w 2007 uzyskała reelekcję, kandydując w Helsinkach. W drugim rządzie Mattiego Vanhanena objęła nowo utworzone stanowisko ministra do spraw europejskich i imigracji. Utrzymała je również w powołanym 22 czerwca 2010 rządzie Mari Kiviniemi (do 22 czerwca 2011). Była w tym okresie także ministrem w kancelarii premiera oraz w ministerstwie sprawiedliwości, a do 1 stycznia 2008 także w resorcie pracy.
W 2011 ponownie wybrana do parlamentu. W 2013 Astrid Thors przeszła do pracy w Organizacji Bezpieczeństwa i Współpracy w Europie, obejmując stanowisko wysokiego komisarza ds. mniejszości narodowych.